# Rally Cataluña de 1958
El Rally Cataluña de 1958, oficialmente 2.º Rally Cataluña-9.º Vuelta a Cataluña, fue la segunda edición y la tercera ronda de la temporada 1958 del Campeonato de España de Rally. Se celebró del 13 al 15 de junio y fue también puntuable para el campeonato de Cataluña.
Más de un centenar de pilotos se inscribieron en la prueba con modelos de diversas marcas como Jaguar, Mercedes, Fiat, Saab, Simca, Alfa Romeo, SEAT o Renault entre otros.
El recorrido contaba con una etapa de concentración inicial de unos trescientos km con cinco puntos de salida: Barcelona, Madrid, Valencia, San Sebastián y Andorra. Los participantes se reunían luego en Zaragoza para realizar la etapa común que transcurría por las localidades de Alcañiz, Borjas del Campo, Prades, Lérida y Andorra. Al día siguiente continuaban la etapa final hacia Collado de Tossas, Vich, Navarcles, Talamanca y finalmente Barcelona. El recorrido incluía además varias pruebas cronometradas en cuesta y una prueba final de habilidad, aceleración y frenado en Montjuich.

## Clasificación final
| Pos. | Piloto                 | Copiloto       | Automóvil             | Puntos | Diferencia |
| ---- | ---------------------- | -------------- | --------------------- | ------ | ---------- |
| 1.   | Luciano Eliakin        | Augusto Lluch  | Saab 93               | 29,71  | 0.0        |
| 2.   | Alex Soler-Roig        | Romagosa       | Porsche Carrera       | 33,18  | +3,47      |
| 3.   | José Humet             | A. Subirats    | Alfa Romeo GTI        | 37,52  | +7,8       |
| 4.   | Miguel Soler           | F. Grau        | Alfa Romeo TI         | 38,13  | +8,42      |
| 5.   | «Lobo Landa»           | L«obo Morgan»  | Saab 93               | 38,65  | +8,94      |
| 6.   | Leopoldo P. Villaamil  | R. M. Fresneda | Alfa Romeo TI         | 46,51  | +16,8      |
| 7.   | «Lobo XI»              | «Lobo Marino»  | Saab 93               | 53,02  | +23,31     |
| 8.   | Fernando Roqué         | A. Marimón     | Alfa Romeo G. Berlina | 60,83  | +31,12     |
| 9.   | Bautista               | P. Fuster      | Alfa Romeo 1900       | 70,00  | +40,29     |
| 10.  | Jaime Milans del Bosch | J. Pascual     | Alfa Romeo            | 77,82  | +48,11     |